# Phaeogenes parvulus
Phaeogenes parvulus là một loài tò vò trong họ Ichneumonidae.